# Lijst van gebeurtenissen tijdens de Tweede Wereldoorlog: 1942

Bernard Montgomery overwint Erwin Rommel in Afrika

Dit is een lijst van gebeurtenissen tijdens de Tweede Wereldoorlog tijdens het jaar 1942.
Opmerking: Bij het opzoeken van gebeurtenissen naar datum gebeurt het soms dat verschillende officiële bronnen elkaar qua datum tegenspreken. Vrijwel altijd zijn deze verschillen zeer klein, meestal één dag verschil. De oorzaak hiervan is te vinden in het feit dat bepaalde militaire acties tijdens de nacht starten en nog doorlopen in de vroege uren van de volgende dag. Ook gebeurt het dat een auteur de situatie beschrijft wanneer de actie volledig afgelopen is, met andere woorden de dag na de overgave, de dag na de vredesonderhandeling, enz. Ook zij opgemerkt dat het einde van een militair offensief of campagne niet steeds eenduidig te bepalen is. De bepaling van de datum is afhankelijk van de referentie die door de auteur werd gebruikt. Er is getracht in deze lijst zo veel mogelijk de exacte referentie van de datum aan te duiden via een omschrijving van wat er gebeurd is of bedoeld werd.

## Januari
1 januari
- Nazificatie van de Nederlandsche Omroep.
- De Russen nemen Staritsa in.
- Erwin Rommel en de Duitsers in Libië trekken zich verder terug van Agedabia naar El Agheila

2 januari
- Japanse troepen bezetten Manilla.
- De Amerikaanse troepen trekken zich terug tot het eiland Bataan.
- 26 landen (het Verenigd Koninkrijk, de Sovjet-Unie, de Verenigde Staten, China, diverse leden van het Brits Gemenebest, een aantal Amerikaanse staten en een aantal Europese regeringen-in-ballingschap) tekenen de 'Verklaring van de Verenigde Naties' en vormen nu samen de geallieerden.
- De Russen heroveren Maloyaroslave
- De Duitsers heroveren Benghazi.
- De Duitsers in Bardia geven zich over.

3 januari
- De Britse veldmaarschalk Archibald Wavell benoemd tot opperbevelhebber van de geallieerde strijdkrachten in de Stille Oceaan.

4 januari
- De Japanners trekken zich terug uit Changsha. Ze lijden verliezen door zware Chinese aanvallen op de zich terugtrekkende troepen.

5 januari
- Airey Neave en Tony Luteijn ontsnappen uit het krijgsgevangenenkamp Colditz.

7 januari
- De Russische tegenaanval wordt uitgebouwd tot een groot offensief. Belangrijkste doel is een tweeledige aanval op Vjazma vanuit het noorden en het zuidoosten, om zo de Duitse legermacht ten westen van Moskou af te snijden. Daarnaast zijn er aanvallen ten zuiden van Leningrad en richting Brjansk en Orel.
- Begin van de Slag om Bataan: De Japanners belegeren Bataan, waarheen de Amerikaanse troepen op Luzon zich hebben teruggetrokken.
- Slag bij Slim River: De Japanners nemen een Britse verdedigingslinie bij Slim River in, waardoor de weg naar Kuala Lumpur nu voor ze open ligt.

10 januari
- In Nederland worden munten van zink in omloop gebracht met een waarde van 1, 2½, 5, 10 en 25 cent. Die werden door de bevolking wel Rost van Tonningen munten genoemd naar de toenmalige NSB-president van De Nederlandsche Bank.

11 januari
- Japan verklaart Nederland de oorlog en landt troepen op Borneo en Celebes.
- Japanse troepen veroveren Kuala Lumpur.
- Het Afrikakorps moet terugtrekken tot El Agheila.

12 januari
- Japanse troepen rukken Birma binnen.
- Japanse troepen veroveren Tarakan op Borneo.

13 januari
- In Londen tekenen afgevaardigden van 9 door Duitsland bezette landen een verklaring dat Duitse oorlogsmisdadigers na de oorlog zullen worden berecht.
- Begin van Operatie Paukenschlag: Duitse U-boten voeren aanvallen uit op schepen dicht bij de kust van de Verenigde Staten.

14 januari
- De Russen heroveren Medyn.

15 januari
- De Japanners trekken zuid-Birma binnen ten noorden van Mergui.

16 januari
- President Roosevelt creëert het War Production Board, een overheidsinstelling die toeziet op de productie van oorlogsmaterieel.
- Wilhelm von Leeb wordt als commandant van de Legergroep Noord vervangen door Georg von Küchler.

17 januari
- De Duitsers bij de Halfayapas, aan de grens van Egypte en Libië, onder leiding van Wilhelm Bach, geven zich over aan de Britten. Ze hebben twee maanden lang standgehouden terwijl ze afgesneden waren van de rest van het leger.

18 januari
- De Duitsers nekmen Feodosija op de Krim in.

19 januari
- De Russen heroveren Vereja.

20 januari
- De Duitsers vervangen de encryptiecode voor de weerberichten (korte weerberichtcode) die gebruikt wordt door de U-boten, door een nieuwe versie. Hierdoor kunnen de cryptografen uit Bletchley Park de oude versie (waarvan de codeboeken in mei 1941 uit het weerschip München en U-boot U-110 werden gekaapt) niet meer gebruiken. Nu kunnen de geallieerden de encryptie van Shark, de code van de Duitse marine in de Atlantische Oceaan en de Middellandse Zee, niet meer decoderen, wat zal resulteren in het grote zwarte gat vanaf 1 februari 1942.
- Wannseeconferentie in de gelijknamige villawijk Berlin-Wannsee, over de Endlösung der Judenfrage. Secretaris is Adolf Eichmann. Er wordt besloten alle Joden van Europa naar vernietigingskampen te voeren.
- De Japanners voeren een luchtaanval uit op Rabaul.
- De Russen veroveren een grote Duitse bevoorradingspost in Toropets.
- De Russen nemen Mozhaisk in.
- Bij een razzia in Novi Sad vermoorden de Hongaarse bezetters bijna 4000 personen, voornamelijk Serven en Joden.

21 januari
- Het Afrikakorps lanceert zijn tweede offensief in Libië.
- De geallieerden in Maleisië trekken zich terug ten zuiden van de Sungai Muar.
- In het getto van Vilna wordt Fareynikte Partizaner Organizatsye opgericht, een Joodse verzetsbeweging tegen de Nazi's.

22 januari
- Einde van de slag om Moskou. Alle legers van de Duitsers ten westen van de stad moeten zich terugtrekken.
- Japanse landing in de Bismarckarchipel.
- Al om 11:00 op de tweede dag van hun offensief herovert het Afrikakorps Agedabia.
- Ongeveer 110 Australiërs en 40 Indiërs, te gewond om zich met hun troepen terug te trekken, willen zich overgeven aan de Japanners, doch worden door hen bruut vermoord.
- De Duitsers gaan in de tegenaanval ten westen van Rzhev en splitsen het Russische front.

23 januari
- De Japanners landen bij Rabaul (Papua Nieuw-Guinea). Ze nemen na enige gevechten het vliegveld in en de Australiërs moeten zich terugtrekken naar het binnenland.

24 januari
- De Amerikaanse en Filipino troepen op het schiereiland Bataan trekken zich terug naar een volgende, meer zuidelijke verdedigingslinie.
- Amerikaanse versterkingstroepen landen op Samoa.
- De Amerikanen brengen 4 Japanse transportschepen tot zinken nabij Balikpapan.

25 januari
- Japanse troepenontscheping op de Salomonseilanden.
- De Japanners landen op Bataan in de rug van de Amerikaanse troepen.
- Alle Britse troepen in Malaya worden teruggetrokken naar het eiland Singapore.
- De Duitsers hervatten hun aanval in Libië, en bereiken Msus.
- Thailand verklaart de Verenigde Staten en het Verenigd Koninkrijk de oorlog.

27 januari
- Russische parachutisten landen ten westen van Vjazma.
- De Russen heroveren Lozova.

29 januari
- De Duitsers heroveren Benghazi.
- Iran tekent een alliantie met het Verenigd Koninkrijk en de Sovjet-Unie.

30 januari
- De Japanners landen op Ambon.
- In een toespraak verklaart Adolf Hitler dat hij de Joden zal uitroeien.

31 januari
- Het schiereiland Malakka wordt door de Japanners bezet.
- Begin van de belegering van Singapore.
- De Japanners veroveren Moulmein in Burma.
- De terugtrekking van Britse, Indische en Australische troepen van Malaya naar Singapore is compleet.

## Februari
1 februari
- De cryptografen uit Bletchley Park kunnen "Shark", de code van de Duitse marine in de Atlantische Oceaan en de Middellandse Zee, niet meer decoderen wat resulteert in het grote zwarte gat. De reden was dat de Duitse marine de Enigma codeermachines die in gebruik waren op de U-boten in de Atlantische Oceaan en de Middellandse Zee van een vierde rotor en een nieuw reflectorwiel voorzagen. Het zwarte gat zal meer dan tien maanden duren.
- De eerste groep Nederlandse Joden gaan naar de zogenaamde "werkverruiming".
- Nadat alle Britse troepen naar het eiland zijn overgestoken, wordt de dam tussen Singapore en het vasteland met dynamiet onklaar gemaakt. De hoeveelheid gebruikte dynamiet blijkt echter te klein te zijn, en de resterende dam ligt slechts 4 voet (ruim 1 meter) onder de waterspiegel.
- De Amerikanen voeren diverse luchtaanvallen uit in de Marshalleilanden. Drie oorlogsschepen en 18 vliegtuigen worden vernietigd.
- De Amerikaanse auto-industrie stapt voor een periode van 12 maanden volledig over op de productie van oorlogsmaterieel.
- In Noorwegen wordt een collaboratieregering gevormd onder leiding van Vidkun Quisling.

2 februari
- Het Britse 8e Leger weet het front in Noord-Afrika te stabiliseren op de linie Gazala-Bir Hakeim.

3 februari
- De Japanners bombarderen steden op Java.
- Japanse luchtaanval op Port Moresby.

4 februari
- Japan eist onvoorwaardelijke overgave van Singapore. De eis wordt door de Britten verworpen.
- Het Afrikakorps verovert Derna.
- Ambon is geheel in Japanse handen.
- De geallieerde vloot onder Karel Doorman probeert een Japanse landing op Sulawesi tegen te houden, maar is gedwongen zich terug te trekken.

7 februari
- De grondwet in Noorwegen wordt buiten werking gesteld. Nasjonal Samling wordt de enige toegestande politieke partij.

8 februari
- Fritz Todt, Rijksminister voor bewapening en munitie in Duitsland komt om het leven bij een vliegtuigongeluk nabij het Duitse hoofdkwartier Wolfsschanze (Rastenburg). Hij wordt opgevolgd door Albert Speer.
- In het gebied rondom Demjansk worden ruim negentigduizend Duitsers omsingeld.
- De Filipijnse president Manuel Quezon vraagt de Amerikaanse president Franklin Delano Roosevelt om onmiddellijke onafhankelijkheid, waarna de Filipijnen zich neutraal kunnen verklaren in het conflict.
- De Japanners beginnen de oversteek van de zeestraat tussen Singapore en Johor.

9 februari
- Japanse troepen vallen Makassar (op Celebes) aan.
- Japan verovert Martaban in Birma.

14 februari
- De Gneisenau, Scharnhorst en Prinz Eugen forceren een doorbraak in het Nauw van Calais en bereiken Kiel.
- Japanse luchtlandingstroepen slagen erin een olieraffinaderij nabij Palembang intact in te nemen.

15 februari
- Capitulatie van Singapore. Aan geallieerde zijde vallen 9000 doden en worden 130.000 man gevangengenomen.
- Het Rode Leger dropt parachutisten in het gebied rondom Demjansk, waar het ruim negentigduizend Duitsers heeft omsingeld. De aanval is een mislukking.

18 februari
- Alle mannelijke Chinezen in Singapore worden door de Japanners beoordeeld, en iedereen die van een anti-Japanse houding wordt verdacht (zoals communisten, intellectuelen en ambtenaren, 50.000 man in Singapore plus 20.000 elders in Malaya) wordt 'geëlimineerd'.

16 februari
- Japanse troepen bezetten Palembang en Djambi.
- Operatie Neuland: Duitse onderzeeboten bombarderen tankers en de olieraffinaderijen van Aruba en Curaçao.

17 februari
- De Nederlandse torpedobootjager Hr. Ms. Van Nes wordt door Japanse bommenwerpers ten zuiden van Banka tot zinken gebracht.

18 februari
- De Nederlandse onderzeeboot Hr.Ms. K VII (1922) wordt door een Japanse bom tot zinken gebracht op het Marine Etablissement van Soerabaja.

19 februari
- Japanse troepen landen op Bali.
- Een Japans bombardement op Darwin brengt grote schade toe aan haven en schepen.
- In Vichy-Frankrijk worden Maurice Gamelin, Paul Reynaud en Léon Blum berecht op verdenking van verantwoordelijkheid voor de Franse nederlaag in 1940. De rechtszaak zal nooit voltooid worden.
- Franklin Delano Roosevelt tekent een bevel dat de instelling van militaire zones in de Verenigde Staten mogelijk maakt. Militaire bevelhebbers kunnen bevelen dat Duitse, Italiaanse of Japanse personen uit deze zones verwijderd of opgesloten worden.

20 februari
- Japanse troepen landen op Timor, zowel in Nederlands als Portugees-Timor, ondanks de neutraliteit van Portugal in het conflict.

22 februari
- Douglas MacArthur wordt aangesteld als opperbevelhebber van de geallieerde troepen in Australië.

23 februari
- Alle Nederlanders worden verplicht voor de Duitsers te gaan werken.
- De Amerikanen bombarderen Rabaul.
- De Britten blazen de spoorbrug over de Sittang op, om te voorkomen dat de Japanners een gemakkelijke route naar Rangoon hebben, hoewel een groot deel van hun eigen troepen zich nog aan de oostkant van de rivier bevindt.

24 februari
- Het Rode Leger omsingelt de Duitse troepen in Staraja Roessa.

25 februari
- Archibald Wavell legt zijn functie als opperbevelhebber van American-British-Dutch-Australian Command (ABDACOM) neer, en draagt zijn verantwoordelijkheden over aan plaatselijke bevelhebbers.
- Begin van de internering van de Amerikanen van Japanse afkomst in de westelijke staten.

27 februari
- Slag in de Javazee. Het geallieerde eskader onder de Nederlandse schout-bij-Nacht Karel Doorman wordt verslagen door de Japanners. De Nederlandse kruisers De Ruyter en Java en de Nederlandse torpedobootjager Hr. Ms. Kortenaer en de Britse torpedobootjagers HMS Electra en HMS Jupiter gaan verloren. ABDACOM houdt hiermee de facto op te bestaan.
- Het Sovjetoffensief op de Krim krijgt een vervolg op het schiereiland Kertsj en bij Sebastopol. Dit wordt echter al snel door Duitse tegenstand tot staan gebracht.
- Operatie Biting: Britse parachutisten landen bij Bruneval, en brengen delen van een Duitse Würzburg-radar mee terug naar Engeland.

28 februari
- Begin van de Japanse landingen op Java.
- Eerste wapendropping in Nederland mede door het Englandspiel mislukt.
- Meerdere schepen van de geallieerde vloot die vanuit Batavia en Soerabaja een veilig heenkomen proberen te vinden, worden alsnog tot zinken gebracht in ontmoetingen met Japanse vloten die de landing op Java ondersteunen.
- Subhas chandra Bose verklaart bereid te zijn samen te werken met Duitsland om zo de Indiase onafhankelijkheid te bewerkstelligen.

## Maart
1 maart
- Het Rode Leger lanceert een aanval in de richting van de Krim.

Op deze dag worden zeven Nederlandse koopvaardijschepen tot zinken gebracht
- - Het SS  Rooseboom op weg naar Colombo met 500 evacués onder wie 250 Britse soldaten, wordt door de Japanse onderzeeboot I 59 tot zinken gebracht op 600 zeemijl van het eiland Siberoet. Circa 500 opvarenden komen om het leven. Slechts zes overlevenden.
  - Het SS Parigi op weg van Tjilatjap naar Colombo, wordt op de Indische Oceaan op 300 mijl ten zuiden van Tjilatjap, met geschutsvuur en een torpedo tot zinken gebracht door de Japanse onderzeeboot I 2. 9 doden.
  - De tanker Augustina wordt tijdens een poging te ontsnappen uit Tandjong Priok onderschept door een Japanse torpedobootjager. De bemanning brengt direct hierna het schip zelf tot zinken. De reddingssloepen worden onder vuur genomen. 39 doden.
  - Het MS Modjokerto wordt in de Indische Oceaan ten zuiden van Tjilatjap door de Japanse onderzeeboot I 54 getorpedeerd en met geschutsvuur tot zinken gebracht. 42 doden.
  - Het SS Siaoe wordt ter hoogte van het St. Nicolaaspunt op het uiterste noordwesten van Java in brand geschoten. 29 doden.
  - Het MS Toradja op weg van Tjilatjap naar Australië op 250 mijl zuid van Tjilatjap tot zinken gebracht door de Japanse torpedobootjagers ARASHI en NOWAKE. 11 doden.
  - Het SS Enggano wordt door de Japanse kruiser 'Chikuma' en de torpedobootjager 'Urakaze' tot zinken gebracht. Geen doden

2 maart
- De Japanners trekken de Sittang over.
- Archibald Wavell overlegt met Chiang Kai-shek. Wavell belooft Rangoon te verdedigen. Chiang Kai-shek zal troepen naar Taungoo sturen, zodat de Britten zich op Rangoon kunnen concentreren.

3 maart
- De Japanners bombarderen Broome (Australië). 88 mensen komen om en 23 geallieerde vliegtuigen worden vernield.
- Begin van de Slag bij Leuwiliang. Australische troepen, gesteund door Amerikaanse artillerie en Britse tanks, proberen Japanse troepen tegen te houden die naar Buitenzorg willen oprukken. Ze slagen erin de Japanners voor 3 dagen op te houden, maar moeten zich dan zelf naar Buitenzorg terugtrekken.

5 maart
- Japanse troepen trekken Batavia binnen.

6 maart
- De Japanners bezetten Buitenzorg.

8 maart
- Capitulatie van het Koninklijk Nederlands-Indische Leger (KNIL).
- De RAF bombardeert de Krupp-fabrieken bij Essen.
- De Japanners landen op Nieuw-Guinea.

9 maart
- De Japanners bezetten Bandung. Hiermee hebben ze heel Java in handen gekregen.
- De Japanners bezetten Rangoon.

11 maart
- Douglas MacArthur verlaat de Bataan met bestemming Australië, omdat de regering hem als geallieerd legerleider wenst. Jonathan Wainwright neemt het bevel van hem over.

12 maart
- Formele capitulatie van Nederlands-Indië.
- De Amerikanen landen in Nouméa om een legerbasis op te bouwen in Nieuw-Caledonië.

16 maart
- De Amerikanen bepalen hun belangrijkste strategie: De meeste versterkingen zullen naar Europa en Noord-Afrika gezonden worden om Nazi-Duitsland te bestrijden. In de Grote Oceaan wordt voor de strijd tegen Japan voldoende ingezet om Australië en Hawaii te behouden, maar niet om zelf aanvallen uit te voeren.

17 maart
- Start van massamoorden in Bełżec, het derde vernietigingskamp, na Auschwitz-Birkenau en Sobibór. In de eerstvolgende 4 weken worden hier 75000 Poolse Joden vermoord.

18 maart
- De conclusie van een Duits onderzoek naar de oorzaken van de gezonken schepen Atlantis en Python (november 1941) meldt dat de Enigmacode van de Duitse marine niet is gecompromitteerd. De vrees van de Duitsers was dat hun marinecommunicatie door de geallieerden werd afgeluisterd.

20 maart
- Begin van Operatie Outward, een Britse operatie met waterstofballonnen die boven Duitsland zweven om de stroomvoorziening te saboteren of branden te veroorzaken.

24 maart
- De Japanners beginnen hun aanval op Taungoo.

26 maart
- De Russen beginnen een nieuw offensief op de Krim. Ze lijden grote verliezen, en na minder dan een dag wordt de aanval weer afgeblazen.

27 maart
- De RAF heeft zich volledig uit Burma teruggetrokken.

28 maart
- De Britten bombarderen Saint-Nazaire.
- (nacht 28-29 maart) De Britten bombarderen het centrum van Lübeck, met 300 doden en 15.000 daklozen tot gevolg. Dit is het begin van Britse luchtaanvallen op Duitse steden in plaats van industriële doelen.

30 maart
- De Japanners nemen Taungoo in.
- De Duitse bombardementen op Malta worden geïntensiveerd.

## April
1 april
- Begin wegvoering Joodse patiënten uit Nederlandse ziekenhuizen.
- Arbeidsdienst wordt verplicht.

2 april
- De Britten geven Prome (in Burma) op.

5 april
- De Japanse luchtmacht bombardeert de haven van Colombo (Ceylon).

7 april
- De geallieerde troepen op Sumatra geven zich over.
- De Amerikanen trekken zoveel mogelijk troepen terug van Bataan naar Corregidor.

9 april
- Capitulatie Amerikaanse troepen op Bataan, en daarmee geheel Luzon. 76.000 man geven zich over op Bataan, meer dan 7000 van hen zullen de hiermee beginnende Dodenmars van Bataan niet overleven.
- De Japanners voeren een luchtaanval uit op Trincomalee.

10 april
- Einde van de Japanse luchtacties in de Indische Oceaan. De Britse Indische vloot is door deze actie gedwongen zich terug te trekken van Ceylon naar Kenia.

14 april
- Begin van Arbeitseinsatz in Nederland.

16 april
- Handelaren in de Amsterdamse Diamantbeurs worden gedwongen hun diamantvoorraad bij de Duitsers in te leveren.

17 april
- Bij een controle in de Amsterdamse Diamantbeurs worden de handelaren gecontroleerd en achtergebleven diamanten ingenomen door de Centrale Crisis Controle Dienst. De gebeurtenis werd vastgelegd door de fotograaf Bart de Kok.
- Ontslag van de regering-Darlan in Vichy-Frankrijk.
- De Franse generaal Henri Giraud ontsnapt uit krijgsgevangenschap in Königstein.
- 52 Joden in het getto van Warschau worden standrechtelijk geëxecuteerd omdat zij meer deden om hun mede-Joden te helpen dan was toegestaan.

18 april
- Pierre Laval wordt de nieuwe regeringsleider in Vichy-Frankrijk.
- Amerikaanse bombardementen op Tokyo, Yokohama, Nagoya en Kobe.

19 april
- De Protestantse en Rooms-Katholieke kerken in Nederland protesteren tegen de Jodenvervolging. In de kerken wordt een protestbrief voorgelezen naar aanleiding van het bord ‘Verboden voor Joden’.

20 april
- Japan rukt ver op in Birma. De Britten en Chinezen trekken zich terug uit de kolonie.
- Einde van de Russische winteroffensieven. De troepen krijgen opdracht defensieve posities in te nemen langs de huidige frontlijn.

23 april
- Nazi-Duitsland bombardeert Exeter op de eerste dag van de 'Baedeker Blitz', een nieuwe bombardementscampagne tegen Engeland. In de komende dagen volgen bombardementen op Bath, Norwich, York en Hull, maar de campagne wordt korte tijd later afgeblazen vanwege te grote verliezen en omdat de bommenwerpers elders nodig zijn.

27 april
- In een referendum stemmen de inwoners van Canada voor de invoering van dienstplicht.

28 april
- Een Britse marine-eenheid vertrekt vanuit Durban naar Madagaskar, dat in bezit is van Vichy-Frankrijk, om te voorkomen dat de Japanners het eiland gebruiken als uitvalsbasis voor aanvallen in Afrika.

29 april
- De Japanners veroveren Lashio, het begin van de Birmaweg.
- De Japanners beginnen een aanval op Port Moresby, met als vervolg de Solomoneilanden. De Amerikanen en Australiërs hebben hier echter weet van doordat ze de Japanse communicatie kunnen ontcijferen, en formeren snel een vloot om de aanval te weerstaan.
- Adolf Hitler en Benito Mussolini ontmoeten elkaar in Salzburg. Mussolini belooft 7 extra divisies naar het oostfront te sturen, bovenop de troepen die daar al zijn of al beloofd zijn.

30 april
- De Britten blazen de brug over de Irrawady ten zuiden van Mandalay op. Burma wordt opgegeven, en de lange terugtrekking naar Brits India begint.

## Mei
1 mei
- Mandalay valt in Japanse handen.

3 mei
- Alle Nederlandse Joden moeten een Jodenster dragen.
- De Japanners landen op Tulagi en de Florida-eilanden.

5 mei
- Britse landing op Madagaskar.
- De Japanners landen op Corregidor, de laatste belangrijke Amerikaanse basis op de Filipijnen.

6 mei
- Begin van de lucht- en zeeslag in de Koraalzee.
- De Amerikanen capituleren op Corregidor.

7 mei
- Slag in de Koraalzee: De eerste zeeslag tussen vliegdekschepen. Het Japanse vliegdekschip Shoho wordt tot zinken gebracht door de Amerikanen.
- De Vichy-Fransen in Diego Suarez, de belangrijkste haven op Madagaskar geven zich over aan de Britse invasiemacht.
- Generaal Jonathan Wainwright, die namens de Amerikanen de capitulatie van Corregidor heeft ondertekend, adviseert de Amerikanen in de rest van de Filipijnen hetzelfde te doen.

8 mei
- Vervolg van de Slag in de Koraalzee. De USS Lexington wordt tot zinken gebracht, en beide partijen verliezen meerdere vliegtuigen en hebben zwaar beschadigde schepen. De Japanse aanval op Port Moresby wordt uitgesteld.
- Voor het eerst weet een Duitse U-boot, de U-553 onder commandant Karl Thurmann, de Saint Lawrencezeeweg binnen te varen, waar hij in de daarop volgende dagen enkele schepen tot zinken brengt.
- Operatie Trappenjagd: De Duitsers beginnen een groot offensief op Kertsj.

10 mei
- De resterende Amerikaanse troepen in de Filipijnen geven zich over.
- Het Thaise leger trekt Burma binnen en valt de terugtrekkende Chinezen aan. Shan en Karen zullen volgens Japans-Thaise afspraken onder Thaise bezetting vallen.

11 mei
- Op het schiereiland Kertsj geeft een omsingelde Russische legergroep zich over.

12 mei
- Het Rode Leger valt Charkov aan.

14 mei
- 3000 Australische krijgsgevangenen worden van Singapore naar Burma verplaatst om dwangarbeid te gaan verrichten aan de Birmaspoorweg.
- De MS Breedyk van de Holland-Amerika Lijn wordt nabij Kaap Palmas getorpedeerd door de Duitse onderzeeboot U68, 2 slachtoffers vielen te betreuren.

15 mei
- Nederlandse beroepsofficieren in krijgsgevangenschap.
- Het parlement van Slowakije verklaart de deportatie van Slowaakse Joden naar Polen met terugwerkende kracht legaal.
- Duitse luchtaanvallen stoppen de Russische opmars in Oekraïne.

16 mei
- De Duitsers heroveren Kertsj op de Krim. Met uitzondering van Sebastopol is daarmee de gehele Krim in Duitse handen.
- De eerste Britse terugtrekkende troepen uit Burma bereiken Tamu in Assam.

17 mei
- De Duitsers beginnen rond Charkov een tegenoffensief.

20 mei
- Burma is geheel in Japanse handen.

23 mei
- Duitse legers vanuit het noorden en zuiden ontmoeten elkaar bij Balaklija. Hiermee zijn de Russische legers ten zuiden van Charkov volledig afgesneden.
- Politiek en militair vriendschapsverdrag tussen de Verenigde Staten en Brazilië.

26 mei
- Het Afrikakorps hervat het offensief in Libië. De intentie is om Tobroek in te nemen en op te rukken tot aan de grens met Egypte.
- Verdrag tussen Groot-Brittannië en de Sovjet-Unie over wederzijdse bijstand voor de duur van twintig jaar. Beide landen beloven geen eenzijdige vrede met Nazi-Duitsland te sluiten.
- De Vrije Fransen landen op Wallis en Futuna en veroveren de eilanden op Vichy-Frankrijk.

27 mei
- Aanslag op Reinhard Heydrich. Hij raakt gewond, en zal later aan zijn verwondingen overlijden.
- De Joden in België worden verplicht tot het dragen van de Jodenster.
- Bij Bir Hakeim breekt het Afrikakorps door de geallieerde linies.

29 mei
- Ook in Frankrijk wordt de Jodenster verplicht.
- De Russische acties nabij Charkov worden officieel afgeblazen.

30 mei
- Ongeveer duizend bommenwerpers bombarderen Keulen. 45.000 mensen raken dakloos.

31 mei
- Een groep Japanse mini-onderzeeërs voert een aanval uit op schepen in de haven van Diego Suarez (Madagascar).

## Juni
1 juni

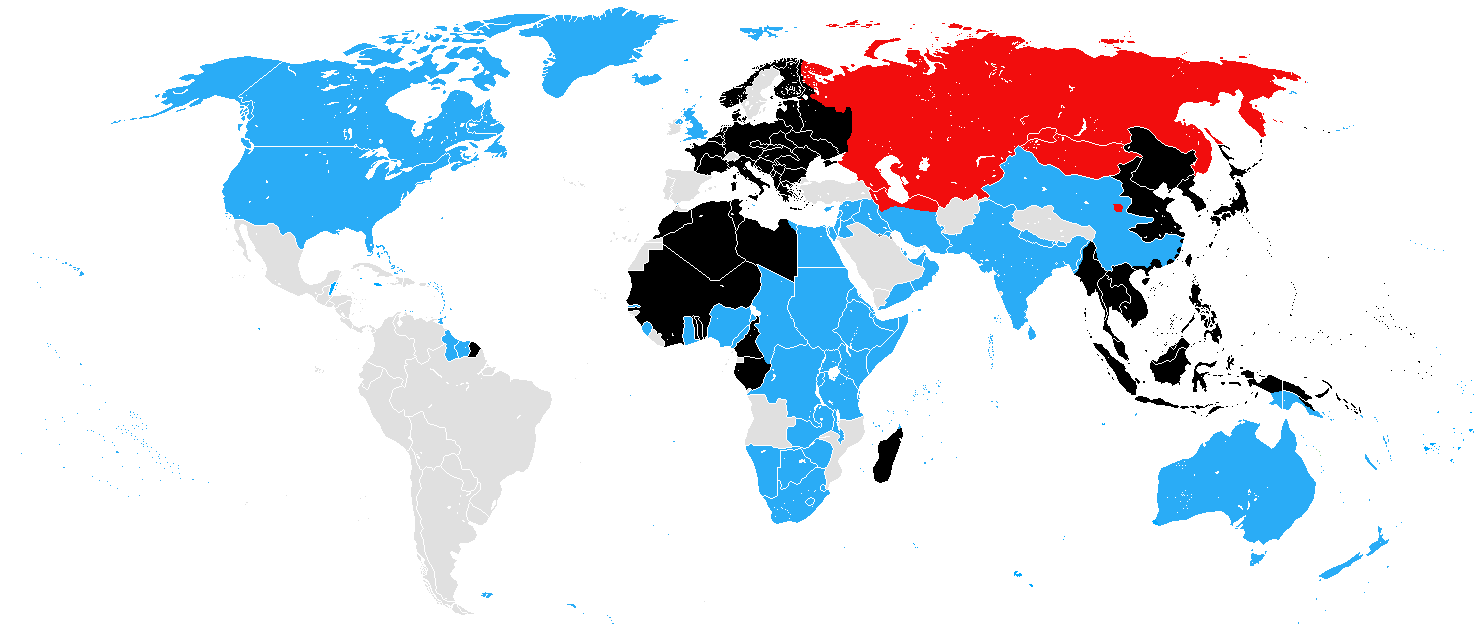
De geallieerden (blauw en rood) en de asmogendheden (zwart) in juni 1942.

- In de ondergrondse pers in Warschau verschijnt een verslag van de vergassingen in Chelmno. Dit verslag zal ook de geallieerden bereiken, en vormt daarmee het eerste vernietigingskamp dat in het westen bekend wordt.
- Grootschalig bombardement op Essen.

2 juni
- Begin van de Slag bij Sebastopol. De Duitsers proberen de zwaar gefortificeerde stad in te nemen, het enige resterende Russische steunpunt op de Krim.

3 juni
- RAF bombardeert het Ruhrgebied.
- Zware Duitse aanvallen op Sebastopol.
- De Japanners voeren een luchtaanval uit op Dutch Harbor in de Aleoeten. Begin van de Slag om de Aleoeten.

4 juni
- Begin van de Slag om Midway. Amerikaanse duikbommenwerpers vernietigen drie Japanse vliegdekschepen binnen enkele minuten. De Japanners veroorzaken ernstige branden op de USS Yorktown.
- Reinhard Heydrich overlijdt aan zijn verwondingen.

5 juni
- De Japanse landing op Midway wordt afgeblazen. De resten van de vernietigde Japanse vliegdekschepen worden door de Japanners tot zinken gebracht om te voorkomen dat ze in Amerikaanse handen vallen.

6 juni
- De Japanners landen op Kiska in de Aleoeten, en nemen het in.
- Amerikaanse vliegtuigen voeren aanvallen uit op de Japanse terugtrekkende schepen en brengen de kruiser Mikuma tot zinken.

7 juni
- De Japanners bezetten het Aleoeten-eiland Attu.

10 juni
- Duits tegenoffensief in de richting van Charkov.
- Als represailles voor de aanslag op Heydrich wordt het dorp Lidice uitgemoord.

11 juni
- De Verenigde Staten verklaren de Leen- en Pachtwet ook van kracht voor de Sovjet-Unie.
- De Vrije Fransen moeten Bir Hakeim overgeven aan het Afrikakorps.
- Vanuit Gibraltar en Egypte worden twee konvooien uitgezonden om Malta te bevoorraden.

12 juni
- De Amerikanen bombarderen de olievelden in Ploiești (Roemenië), de belangrijkste bron van aardolie voor Duitsland.
- Anne Frank ontvangt haar dagboek en begint erin te schrijven.

13 juni
- Eerste grote groep Nederlandse arbeiders gedwongen naar Duitsland.
- De laatste 5000 overgebleven Joden in het getto van Rovno worden vermoord.

14 juni
- De twee geallieerde konvooien, die Malta moesten bevoorraden (Operatie Harpoon en Operatie Vigourous), worden aangevallen door vliegtuigen en marine van Italië en Duitsland. De geallieerden lijden zware verliezen.
- De Britten in Noord-Afrika trekken zich terug van Gazala tot Acroma, kort ten westen van Tobroek.

17 juni
- Het Afrikakorps bereikt de kust van Libië ten oosten van Tobroek, wat daardoor opnieuw afgesloten raakt.

18 juni
- Nadat door verraad hun verblijfsplaats in de Sint-Cyrillus-en-Methodiuskerk bekend is geworden, komen Jan Kubiš en Jozef Gabčík en hun helpers om het leven, hetzij in vuurgevecht met de Duitsers, hetzij door zelfdoding.

19 juni
- Majoor Joachim Reichel stort neer in Sovjet-gecontroleerd gebied ten noordoosten van Charkov. In de resten van zijn vliegtuig vinden de Sovjets de plannen voor het eerste deel van Fall Blau, het komende Duitse offensief. Als echter op de geplande begindatum (22 juni) weinig gebeurt omdat de aanval 6 dagen uitgesteld is, denken de Russen dat de plannen een doelbewuste vervalsing zijn. Jozef Stalin gelooft dat de echte aanval niet in het zuiden, maar in de richting van Moskou plaats zal vinden.

20 juni
- Het Afrikakorps begint de directe aanval op Tobroek. Nog dezelfde dag bereiken tanks de straten van de stad.

21 juni
- De geallieerde troepen in Tobroek geven zich over.
- Een Japanse onderzeeër bombardeert Fort Stevens (Oregon). Er is niet veel schade, maar het is wel de eerste Japanse aanval op de 'contiguous 48'.

22 juni
- Erwin Rommel wordt gepromoveerd tot veldmaarschalk en wordt hij op vijftigjarige leeftijd de jongste Duitse veldmaarschalk ooit.
- De Sovjettroepen moeten zich bij Charkov terugtrekken.
- De Duitsers beginnen een voorbereidend offensief voor hun zomeraanval Fall Blau. Binnen enkele dagen wordt het doel bereikt: Het front is oostwaarts opgeschoven tot aan de Oskol.

23 juni
- De Britse troepen in Noord-Afrika trekken zich terug naar Marsa Matruh.

25 juni
- Claude Auchinleck neemt het directe commando over de geallieerde woestijntroepen over van Neil Ritchie. Hij verandert de verdedigingsplannen - waar Ritchie sterke defensieve posities bij Marsa Matruh voorstond, geeft Auchinlek de voorkeur aan een mobiele verdediging in het gebied tussen Marsa Matruh en El Alamein.
- Australische en Amerikaanse soldaten landen aan de Milnebaai, aan het oostelijke eind van Nieuw-Guinea om daar een luchtmachtbasis op te zetten.

26 juni
- De Britten bombarderen Bremen, wat leidt tot 85 doden en 2500 daklozen.

27 juni
- Konvooi PQ17 verlaat het verzamelpunt nabij IJsland met 36 schepen (een andere bron meldt 35 schepen).
- Leen- en Pachtakkoord tussen Groot-Brittannië en de Sovjet-Unie.
- Slechte communicatie leidt tot verwarring in het geallieerde leger in Noord-Afrika, waarbij sommige troepen zich terugtrekken van Mersa Matruh naar Fouka, anderen naar El Alamein en weer anderen op hun positie blijven.

28 juni
- Begin van Fall Blau, het grote offensief van de asmogendheden in de Sovjet-Unie voor dit jaar. Het voornaamste doel is het veroveren van de Kaukasus met zijn olievelden, en daartoe op te rukken in Zuid-Rusland tot aan de Wolga. Het doorbreken van de Russische linies is opvallend gemakkelijk, en in delen van het front wordt al op de eerste dag 50 kilometer terreinwinst geboekt.
- Het Afrikakorps neemt Mersa Matruh in.

30 juni
- Het Afrikakorps bereikt El Alamein.
- In Nederland moeten de Joden tussen 20u00 en 06u00 in hun woningen zijn.
- De Russen evacueren Sebastopol, dat de volgende dagen als laatste deel van de Krim in Duitse handen valt.

## Juli
1 juli
- Konvooi PQ17 wordt gedetecteerd door een Duits verkenningsvliegtuig die op zijn beurt Duitse U-boten en oorlogsschepen verwittigt.
- Het Afrikakorps opent de Eerste Slag bij El Alamein, een veldslag in de Noord-Afrikaanse Veldtocht, en slaagt met veel moeite om 's avonds door de eerste Britse linie te breken, doch El Alamein houdt stand.
- Kamp Westerbork wordt geopend.

2 juli
- Erwin Rommel laat zijn Afrikakorps vanuit het noorden aanvallen om zo El Alamein in te nemen. De eerste Britse tegenaanval loopt vast, maar een tweede geallieerde aanval doet Rommel besluiten om te hergroeperen en de bereikte linies vast te houden.

3 juli
- Sebastopol wordt door de Duitsers, na een belegering van meer dan acht maanden, veroverd.
- Japanse troepenontscheping op Guadalcanal

4 juli
- De inlichtingendienst van de Britse marine (Admiralty OIC) kan First Sea Lord Sir Dudley Pound niet garanderen dat het Duits slagschip Tirpitz haar ankerplaats in Noorwegen heeft verlaten en zo een bedreiging vormt voor konvooi PQ17.
- Eerste Amerikaanse luchtaanvallen in Europa, als onderdeel van een Britse aanval op vliegveld De Kooy, Den Helder.
- De Duitsers steken de Don over en bereiken Voronezj.

5 juli
- De Duitsers trekken Voronezj binnen. De stad wordt de volgende dag ingenomen, maar strijd om de omgeving van de stad duurt nog meerdere weken.
- Dertien schepen van het konvooi PQ17 worden door de Duitsers tot zinken gebracht. In de komende dagen worden er nog meer door de Duitsers tot zinken gebracht.

7 juli
- Sterilisatie-experimenten in Auschwitz worden door Himmler toegestaan.

9 juli
- Begin van de tweede fase van Fall Blau. Het 1e Pantserleger onder Ewald von Kleist trekt de Donetsk over, en rukt op naar het noordoosten, om een tangbeweging uit te voeren met het 4e Pantserleger dat vanuit Voronezj zuidwaarts moet oprukken.

10 juli
- Konvooi PQ17 komt met twee schepen toe in de haven van Archangelsk. Negen andere schepen zouden een week later toekomen in de haven van Moermansk. PQ17 was het konvooi dat het zwaarst te lijden had van alle konvooien tijdens de Tweede Wereldoorlog die werden ingezet door de geallieerden..
- In de Eerste Slag bij El Alamein lanceren de Britten, onder leiding van generaal Claude Auchinleck, een tweede aanval tegen de asmogendheden en maken meer dan 1000 krijgsgevangenen.

12 juli
- De Nederlandse mijnenveger Hr. Ms. Terschelling zinkt voor de Engelse kust na een Duitse luchtaanval.

14 juli
- Generaal Claude Auchinleck laat zijn geallieerde troepen het Afrikakorps aanvallen nabij Ruweisat ridge. De Eerste Slag om Ruweisat ridge mislukt.
- Grote razzia's in Amsterdam.

15 juli
- Eerste groep Nederlandse Joden worden van Westerbork naar Auschwitz getransporteerd.
- De diverse Duitse legers die oprukken in de Sovjet-Unie komen bij elkaar rond Millerovo. De Russen zijn er echter in geslaagd voor het grootste deel terug te trekken, en de Duitse tankdivisies zitten elkaar in de weg.
- Voor het eerst wordt bevoorrading voor China over de Himalaya gevlogen, de enige overgebleven route nu de Japanners de Birmaweg in handen hebben.

16 juli
- Massale arrestaties en deportaties van Joden in Parijs.
- Adolf Hitler verplaatst zijn hoofdkwartier van Rastenburg (Oost-Pruisen) naar Vinnytsja (Oekraïne).

17 juli
- De Duitsers nemen Vorosjilovgrad in, dat echter enkele dagen eerder al door de Russen verlaten is.

18 juli
- De Verenigde Staten verklaren Hongarije, Bulgarije en Roemenië de oorlog.

21 juli
- Generaal Auchinleck laat zijn troepen opnieuw het Afrikakorps aanvallen nabij Ruweisat ridge. De Tweede Slag om Ruweisat ridge mislukt eveneens.
- De Japanners landen een legereenheid bij Buna (Nieuw Guinea).

22 juli
- Operatie Sledgehammer, de geallieerde landing in West-Europa in 1942, wordt definitief afgeblazen.

23 juli
- Het vernietigingskamp Treblinka wordt in gebruik genomen. In de eerste weken worden de Joden uit Warschau hier met vele duizenden per dag vermoord.

24 juli
- De Wehrmacht herovert Rostov op het Rode Leger.
- De Westerse geallieerden komen overeen om een tweede front in Noord-Afrika te openen.

25 juli
- Aanslag gepleegd op het joods lokaal van de 'tewerkstelling', Zuidlaan 56 te Brussel.

26 juli
- De RAF voert een bombardement uit op de havenstad Hamburg.
- Begin van Operatie Edelweiss, de Duitse poging de Kaukasus te veroveren.

27 juli
- Het 8e Britse Leger is uitgeput. Generaal Claude Auchinleck verklaart dat aanvallen voorlopig ten einde zijn en verkiest om zijn leger op sterkte te brengen. Dit is het einde van de Eerste Slag bij El Alamein.

30 juli
- De Japanners bezetten eilanden tussen Timor en Nieuw-Guinea.

31 juli
- De Amerikanen voeren bombardementen uit op Guadalcanal.
- Een groep van 1013 Nederlandse Joden wordt van Westerbork naar Auschwitz getransporteerd. 316 van hen, vooral kinderen, worden op 5 augustus in de gaskamers gedood.

## Augustus
2 augustus
- Duitse en Roemeense troepen, oprukkend richting Stalingrad, veroveren Darganov.

3 augustus
- Duitse pantsertroepen nemen Vorosjilovsk in.

4 augustus
- De Duitsers veroveren Tichoretsk.

5 augustus
- De Duitse legers in opmars naar de Kaukasus steken de Koeban over.

5 augustus
- De Duitsers trekken over de Koeban en richten hun aanval op de Kaukasus.
- Eerste groep Belgische Joden arriveert in Auschwitz.

7 augustus
- Het vliegtuig van William Gott, luitenant-generaal van het Britse 8e Leger, wordt neergeschoten en Gott komt om. Gott zou normaal Claude Auchinleck opvolgen als bevelhebber van het 8e Britse leger.
- Begin van Operatie Watchtower: Amerikaanse mariniers landen op Guadalcanal.

8-9 augustus (nacht)
- Zeeslag bij het eiland Savo, nabij Guadalcanal. De Japanners brengen met hun torpedo's grote schade toe aan de Amerikaanse vloot.

9 augustus
- Duitse aanval op de steden Majkop en Krasnodar in de Kaukasus.

10 augustus
- De Duitsers nemen Pjatigorsk in, maar houden daar halt om de bevoorrading het leger te kunnen laten bijhalen.

12 augustus
- De Tweede Conferentie van Moskou vindt plaats. Het overleg duurt tot 17 augustus.

13 augustus
- Bernard Montgomery nam, twee dagen eerder dan officieel voorzien, de leiding van het 8e Britse Leger. Hiermee vervangt hij Claude Auchinleck die uit de gratie gevallen was bij Winston Churchill.

15 augustus
- RAF groep No 8 (Pathfinder) wordt opgericht. Dit was een vliegtuigformatie binnen de Royal Air Force die tijdens de Tweede Wereldoorlog de geallieerde bommenwerpers voorafging en de doelen voor hen ging markeren.
- Vijf Nederlandse gijzelaars, onder wie Robert Baelde en Willem Ruys, worden als represaille na spoorsabotage gefusilleerd.

18 augustus
- Bernard Montgomery neemt het bevel van het Britse achtste leger in Egypte op zich.

19 augustus
- Operatie Jubilee: Geallieerde, voornamelijk Canadese, aanval op Dieppe. De aanval leidt tot grote verliezen in manschappen en materieel, terwijl de meeste doelen, het vernietigen van Duitse installaties, niet bereikt worden.
- Alan Brooke en Alexander bezoeken het 8e Leger en zijn verrast door de ommezwaai in het moreel nadat Montgomery het bevel overnam.

20 augustus
- Mislukte poging van de Japanners het vliegveld op Guadalcanal te heroveren.
- Amerikaanse raid op de Japanse vlootbasis op Makin, een atol in de Gilberteilanden. De raid is een succes, maar leidt er ook toe dat de Japanners de Gilberteilanden gaan versterken, wat verdere acties bemoeilijkt.

21 augustus
- Duitse bergtroepen bereiken de top van de Elbroes.

22 augustus
- Brazilië verklaart Duitsland en Italië de oorlog.
- Een Duitse tankdivisie vertrekt vanaf de oostelijke oever van de Don voor de eindfase van de opmars naar Stalingrad. Begin van de Slag bij Stalingrad.

23 augustus
- In een noordelijke buitenwijk van Stalingrad, bereiken de Duitsers de Wolga.
- Roemeense troepen nemen Temrjoek in.
- De Luftwaffe begint een twee wekend durend grootschalig bombardement van Stalingrad.

24-25 augustus
- Zeeslag bij de Oostelijke Salomonseilanden. De Japanners verliezen een groot aantal vliegtuigen en piloten.

26 augustus
- In Vichy-Frankrijk worden zevenduizend Joden gearresteerd.

28 augustus
- Het Rode Leger doet een tegenoffensief bij Leningrad.

30 augustus
- Het Afrikakorps start de Slag bij Alam el Halfa. Het hoopt ten zuiden van El Alamein door te kunnen breken.
- Duitsland annexeert Luxemburg.

31 augustus
- De Roemenen veroveren Anapa, waardoor het schiereiland Taman afgesneden wordt van de rest van de Russische legers.
- In het geannexeerde Luxemburg begint een algemene staking tegen de dienstplicht.

## September
1 september
- Duitse troepen bereiken de Wolga.
- Duitse troepen steken de Straat van Kertsj over en landen op het schiereiland Taman. De Russen evacueren hun troepen van het schiereiland.
- In Dachau vinden de eerste onderkoelingsexperimenten plaats.
- De Japanse minister van buitenlandse zaken Shigenori Togo neemt ontslag. Premier Hideki Tojo neemt gedurende twee weken het ministerie waar.

2 september
- Erwin Rommel trekt zijn troepen terug. De Slag bij Alam el Halfa is mislukt.

4 september
- In Frankrijk wordt de gedwongen tewerkstelling aangekondigd.

9 september
- In Oregon vinden de eerste en enige Japanse bombardementen op het vasteland plaats.
- In Auschwitz worden de lijken niet meer begraven, maar verbrand. Dit om de stank en vervuiling van het grondwater tegen te gaan.

10 september
- De Duitsers veroveren Novorossiejsk aan de Zwarte Zee.
- Ook ten zuiden van Stalingrad bereiken de Duitsers de Wolga.

12 september
- In de Kaukasus trekken de Duitsers de Terek over.
- Begin van de Slag op Edson's Ridge. De Japanners proberen in de Slag om Guadalcanal het vliegveld vanuit het zuiden te veroveren.

14 september
- De eerste Duitse troepen zijn de buitenwijken van Stalingrad binnengedrongen en stuiten daar op hevige tegenstand. Begin van 3 dagen van pogingen om het station van deze stad in bezit te krijgen.
- De Duitsers veroveren Mamajev-koergan.
- Einde van de Slag op Edson's Ridge. De Japanners onder Kiyotake Kawaguchi hebben zware verliezen geleden, minder dan de helft van de aanvallers zal naar het eigen kamp terugkeren. Ze zijn dicht bij het vliegveld gekomen, maar hebben het niet bereikt.

15 september
- De Japanse onderzeeboot I-19 vernietigt het vliegdekschip USS Wasp (CV-7) en beschadigt het slagschip USS North Carolina (BB-55)

16 september
- De Russen heroveren het centraal station van Stalingrad. In de afgelopen 3 dagen van gevechten is het 8 keer door de Duitsers veroverd en door de Russen heroverd.
- De Russen verdrijven de Duitsers van Mamajev-koergan.
- Laconia-incident: Een Amerikaanse bommenwerper valt een Duitse onderzeeboot aan die bezig is met een reddingsoperatie van een enkele dagen eerder door hen gezonken schip met Italiaanse krijgsgevangenen en hun Poolse bewakers. In reactie hierop geeft Karl Dönitz het bevel dat de Duitse onderzeeboten in het vervolg geen reddingsacties voor de bemanningen van de door hen tot zinken gebrachte schepen moeten uitvoeren.

18 september
- In heel Duitsland worden de rantsoenen voor de Joden verlaagd.
- De Russen vallen de noordelijke flank van de Duitse legers rond Stalingrad aan, om de druk op de troepen in de stad te verminderen. De aanval stuit op zware Duitse tegenstand en mislukt.
- De Japanse opmars richting Port Moresby wordt gestaakt. De Japanners beginnen een terugtrekking naar Buna, die echter vele levens zal kosten.

20 september
- Het station van Stalingrad wordt vernietigd in een Duits bombardement. De Russen trekken zich terug naar de overkant van het plein.

22 september
- De eerste gevorderde kerkklok wordt uit de rooms-katholieke kerk van Hoensbroek gehaald, het begin van de klokkenvordering. De aannemer Meulenberg krijgt daarvoor de opdracht als General-unternehmer des Sonderreferates metallmobilisierung. Tot begin 1944 worden duizenden kerkklokken uit de kerken gehaald voor de verwerking in de Duitse oorlogsindustrie.

23 september
- De Britten bezetten op Madagaskar de stad Tananarive.
- De Amerikanen besluiten over te gaan tot het ontwikkelen van een atoombom.
- De Sovjets lanceren een aanval ten noordoosten van Stalingrad.
- In Stalingrad drijven de Russen de Duitsers in een tegenaanval terug tot aan de spoorlijn. Ze slagen er echter niet in om contact te maken met de Russische troepen in het zuiden van de stad, die op instorten staan.

24 september
- Franz Halder geeft na zware kritiek van Adolf Hitler zijn positie als hoofd van de generale staf op en wordt vervangen door Kurt Zeitzler.

27 september
- De Britten gaan in Birma over tot de aanval.

28 september
- Richard Sorge, spion van Die Rote Kapelle, wordt in Tokyo ter dood veroordeeld.

## Oktober
2 oktober
- In Nederland worden Joodse werkkampen leeggehaald. 14.000 joden worden gedeporteerd.

3 oktober
- In Peenemünde vindt de eerste succesvolle lancering plaats van een A4 (V2) raket. Het bereikt een hoogte van 84 kilometer hoogte, en is daarmee het eerste door mensen gemaakte voorwerp dat boven de stratosfeer uitstijgt.

5 oktober
- In Noorwegen gaan de Duitsers over tot talloze arrestaties en executies. Aanleiding hiervoor zijn diverse sabotagedaden in het land.
- Himmler vaardigt een verordening uit waardoor alle Joden in de Duitse concentratiekampen naar Auschwitz en Majdanek gedeporteerd worden.

8 oktober
- In België dienen alle mannen tussen 18 en 50 en alle ongetrouwde vrouwen tussen 21 en 35 zich in te schrijven voor tewerkstelling in Duitsland.

11 oktober
- Lucht- en zeeslag bij Kaap De Hoop op Guadalcanal.

14 oktober
- Begin van het zwaarste Duitse offensief als onderdeel van de Slag om Stalingrad. De Duitsers rukken op naar de tractorfabriek.
- In de Oekraïense getto van Mizocz vindt een grote slachting plaats.
- Adolf Hitler schort alle Duitse aanvallen op, met uitzondering van Stalingrad en het gebied rond de Terek in de Kaukasus.

15 oktober
- Vasili Tsjoejkov wenst zijn commandopost vanwege de Duitse opmars te verplaatsen van de stad Stalingrad naar de oostelijke oever van de Wolga, maar dit verzoek wordt van hogerhand geweigerd.

16 oktober
- De Amerikanen veroveren de Nieuwe Hebriden en de Fiji-eilanden.

22 oktober
- In Sachsenhausen komen de gevangenen in opstand. De aanwezige SS'ers treden echter hard op en weten de orde te herstellen.

23 oktober
- De Tweede Slag bij El Alamein start. Operatie Lightfoot is de eerste van vijf fasen in dit offensief.
- Een Japanse aanval op Amerikaanse stellingen op Guadalcanal loopt uit op een groot verlies voor de Japanners. De aanval was bedoeld als afleidingsaanval voor een grotere aanval in een ander deel van het eiland, die echter buiten medeweten van de afleidingsaanvallers naar de volgende dag is verplaatst.

24 oktober
- De geallieerde aanval bij El Alamein, hoewel voortvarend begonnen, begint vast te lopen omdat de Duitse verdediging dieper is dan verwacht.
- Georg Stumme, aanvoerder van de Duitse (en Italiaanse) legers bij El Alamein sterft aan een hartaanval. Wilhelm Ritter von Thoma neemt het bevel over, en Erwin Rommel, om gezondheidsredenen in Duitsland, wordt terug naar Noord-Afrika gezonden.
- Een Japanse aanval op Guadalcanal leidt tot grote verliezen (1000 gedode Japanners tegen 70 Amerikanen) zonder resultaat.

25 oktober
- De geallieerde aanvallen ten zuiden van El Alamein, bedoeld om troepen af te leiden van de hoofdaanval in het noorden, worden beëindigd. In het uiterste noorden, nabij de zee, wordt een nieuwe fase van de aanval begonnen.
- Begin van de tankslag om de Kidney-heuvelrug.
- De eerste Noorse Joden arriveren in Auschwitz.
- Een volgende Japanse aanval op Guadalcanal eindigt even dramatisch als de voorgaande nacht.

26 oktober
- Zeeslag bij de Santa Cruzeilanden. De Japanners brengen ernstige schade toe aan de Amerikaanse vliegdekschepen Hornet en Enterprise. De Hornet zinkt later op de dag. Het Japanse vliegdekschip Shokaku is onbeschadigd, maar de Japanners verliezen een groot aantal vliegtuigen.
- Ewald von Kleist valt aan op het Kaukasusfront. Hij hoopt Ordzjonikidze voor de winter in te nemen, wat Russische aanvallen in de winter moeilijk zou maken.

27 oktober
- Erwin Rommel voert bij El Alamein een tegenaanval uit. De tegenaanval mislukt echter, en 50 tanks gaan verloren.

28 oktober
- Einde van de strijd om de Kidney-heuvelrug. De geallieerden hebben alle aanvallen afgeslagen.
- Vanuit Theresienstadt arriveert het eerste jodentransport in Auschwitz.
- De Duitsers nemen Naltsjik in.

29 oktober
- Bernard Montgomery begint Operatie Supercharge, een nieuwe poging door te breken aan het front bij El Alamein. Het idee is met tanks door te breken in het centrale deel van het front, dat enkel door de Italianen verdedigd wordt, terwijl het Afrikakorps door afleidingsaanvallen vastgehouden wordt in het noorden totdat de geallieerden de open woestijn bereikt hebben.

## November
1 november

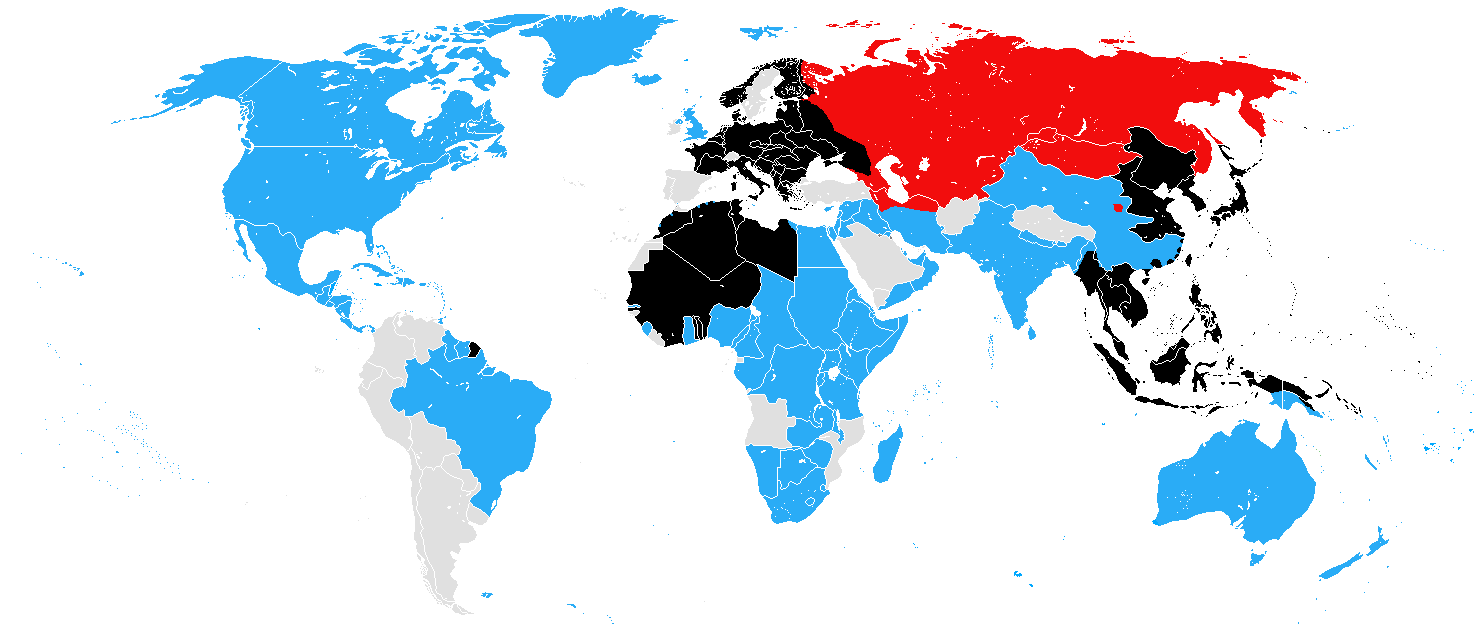
De geallieerden (blauw en rood) en de asmogendheden (zwart) in november 1942.

- Nu de tanks van het Afrikakorps aan de kust actief zijn, begint de hoofdaanval van Operatie Supercharge in het centrum van het front en bereikt een doorbraak.
- De Amerikanen beginnen een tegenaanval op Guadalcanal

2 november
- In de strijd op Nieuw-Guinea heroveren de Australiërs Kokoda.

3 november
- De Tweede Slag bij El Alamein is voorbij. De geallieerden hebben de asmogendheden teruggeslagen. Het is een kantelpunt in de Noord-Afrikaanse Veldtocht waarbij de geallieerden de asmogendheden de toegang tot de Suezkanaal en de olievelden van het Midden-Oosten voorgoed hebben ontzegd.

5 november
- De Britten hebben Madagaskar zo goed als helemaal onder controle.

8 november
- Begin van Operatie Toorts. Britse en Amerikaanse troepen landen in Vichy-Frans Noord-Afrika. Er wordt geland in drie regio's: Aan de Atlantische kust van Marokko, rond Oran en bij Algiers.
- Het Afrikakorps moet zich uit Egypte terugtrekken.
- De Verenigde Staten verbreekt alle diplomatieke betrekkingen met Vichy-Frankrijk.
- De Vrije Fransen voeren een coup uit in Algiers, en helpen de geallieerden de stad in te nemen. Hierbij wordt François Darlan, opperbevelhebber van de Vichy-Franse strijdkrachten, gevangen genomen.

9 november
- Operatie Uranus, de Russische tegenaanval bij Stalingrad, wordt op het allerlaatste moment uitgesteld, omdat nog lang niet alle legers op hun uitgangspositie zijn aangekomen.

10 november
- De geallieerden veroveren Oran.
- De geallieerden trekken Casablanca binnen.
- François Darlan geeft de Franse troepen in Noord-Afrika opdracht de strijd tegen de geallieerden te beëindigen.
- De geallieerden trekken vanuit Egypte Libië binnen.

11 november
- Zeeslag in de Indische Oceaan tussen de Ondina, Bengal, Hokoku Maru en Aikoku Maru
- De Duitsers bezetten ook de vrije zone van Frankrijk.
- De geallieerden veroveren Casablanca en Bougie.
- De officiële wapenstilstand tussen de (Vichy-)Fransen en de geallieerden in Noord-Afrika wordt getekend.
- De geallieerden veroveren Bardia.
- Begin van Operatie Hubertus, een groot Duits offensief in Stalingrad. Nog dezelfde dag bereikt een vooruitgeschoven deel van het Duitse leger de Wolga, waarmee de Russische verdediging in tweeën is gesplitst.
- De 13e Panzerdivisie weet in de Kaukasus uit een omsingeling uit te breken, maar heeft grote verliezen geleden, vooral aan materieel. Het Duitse offensief in de Kaukasus wordt beëindigd.

12 november
- De geallieerden bereiken Tobroek.
- Hitler laat extra troepen naar Noord-Afrika brengen om het Afrikakorps te versterken.
- De Italianen bezetten Corsica.
- De Amerikanen landen meer soldaten op Guadalcanal.

13 november
- De Nederlandse torpedobootjager Hr. Ms. Isaac Sweers wordt voor de Noord-Afrikaanse kust door de Duitse U-boot U 431 tot zinken gebracht.
- De geallieerden benoemen François Darlan tot civiel en Henri Giraud tot militair leider in Frans Noord-Afrika.
- Een zeeslag bij Guadalcanal leidt tot grote verliezen aan beide zijden.

14 november
- Het Afrikakorps moet zich in Cyrenaica ver terugtrekken.
- Duitse pantsertroepen arriveren in Noord-Afrika.
- In de strijd in Stalingrad nemen de Duitsers de Barrikady-fabriek in.
- In de Slag om Guadalcanal brengen Amerikaanse vliegtuigen de Japanse kruiser Kinugasa tot zinken.

15 november
- Henri Giraud benoemd tot opperbevelhebber van de Franse troepen in Noord-Afrika.
- De geallieerden onder Bernard Montgomery bereiken Derna.
- De geallieerden veroveren Tabarka, de eerste stad in Tunesië die in hun handen valt.

16 november
- De geallieerden in Tunesië nemen Souk el Arba in en komen tot nabij Béja.

17 november
- 1000 nieuwe Japanse troepen worden geland bij Buna, Papoea-Nieuw-Guinea

18 november
- Philippe Pétain draagt zijn volmachten over aan Pierre Laval.
- De geallieerde opmars in Libië bereikt Benghazi.

19 november
- Operatie Uranus, het Russisch plan om het Duitse 6e Leger te omsingelen, begint. Het Roemeense derde leger, dat het front ten noordwesten van Stalingrad moet beschermen, wordt in een dag grotendeels vernietigd.
- Georges Barré, aanvoerder van de Franse troepen in Tunesië, sluit zich met zijn leger aan bij de geallieerden.
- Amerikaanse en Australische aanvallen op Buna en Gona, het Japanse bruggenhoofd op Nieuw-Guinea, mislukken.
- Operatie Freshman: De Britten proberen met zweefvliegtuigen de Vemork-hydroëlektrische centrale in Noorwegen, waar de Duitsers zwaar water produceren, te saboteren. Beide vliegtuigen storten echter neer en de bemanning wordt door de Duitsers gedood.

20 november
- De Britten heroveren Benghazi.
- Het Rode Leger lanceert een offensief in de Kaukasus.
- Na de noordelijke tak begint ook de zuidelijke tak van Operatie Uranus. Het Roemeense vierde leger ten zuiden van Stalingrad wordt aangevallen.

23 november
- Operatie Uranus is voltooid. De beide takken ontmoeten elkaar en nemen een brug over de Don in. De Duitse troepen in Stalingrad zijn nu volledig omsingeld en afgesneden van de rest van de Duitse legers.
- Het Afrikakorps trekt zich terug tot El Agheila.

24 november
- De Russen geven orders voor de voortzetting van de aanval. Deze bestaan enerzijds uit aanvallen vanuit alle richtingen op de omsingelde troepen rond Stalingrad, anderzijds uit het opzetten van verdedigende linies verder oostelijk om een Duitse tegenaanval en ontzetting tegen te gaan.
- Adolf Hitler verbiedt Friedrich Paulus tot ontruiming van Stalingrad over te gaan. Erich von Manstein wordt aangesteld om een nieuw Domfront te vormen om daarmee Stalingrad te ontzetten, maar heeft niet genoeg manschappen ter beschikking voor een succesvolle actie.

25 november
- Begin van Operatie Mars, een Russische aanval met de intentie de Duitse legers rond Tver te omsingelen en te vernietigen.

26 november
- Nieuwe lucht- en zeeslag bij de Salomonseilanden.
- 26-27 november: Slag bij Brisbane: Geweldsuitbarsting tussen Amerikaanse soldaten en militaire politie enerzijds, en Australische soldaten en burgers anderzijds in de Australische stad Brisbane.

27 november
- De Duitsers bezetten Toulon. Admiraal Jean de Laborde brengt zijn vloot tot zinken om te voorkomen dat zij in Duitse handen valt.
- Tebourba (Tunesië) valt in geallieerde handen.

28 november
- De Britten veroveren Réunion.
- De geallieerden nemen Djedeida (Tunesië) in.
- De Russische legers ten westen van Stalingrad hervatten hun offensief.

29 november
- In Tunesië dwingen zware Duitse aanvallen de geallieerden hun opmars voorlopig te staken.
- Mislukte Russische aanval op Novosokolniki

30 november
- Frans Somaliland en Réunion sluiten zich aan bij Vrij Frankrijk.
- Slag bij Tassafaronga: Zeeslag nabij Guadalcanal. De Japanners, hoewel met een veel lichtere vloot, brengen de USS Northampton tot zinken en drie andere kruisers worden zwaar beschadigd.
- Bij Buna weten de Amerikanen de eerste Japanse verdedigingslinie te doorbreken, maar daarna komt hun opmars tot stilstand.

## December
1 december

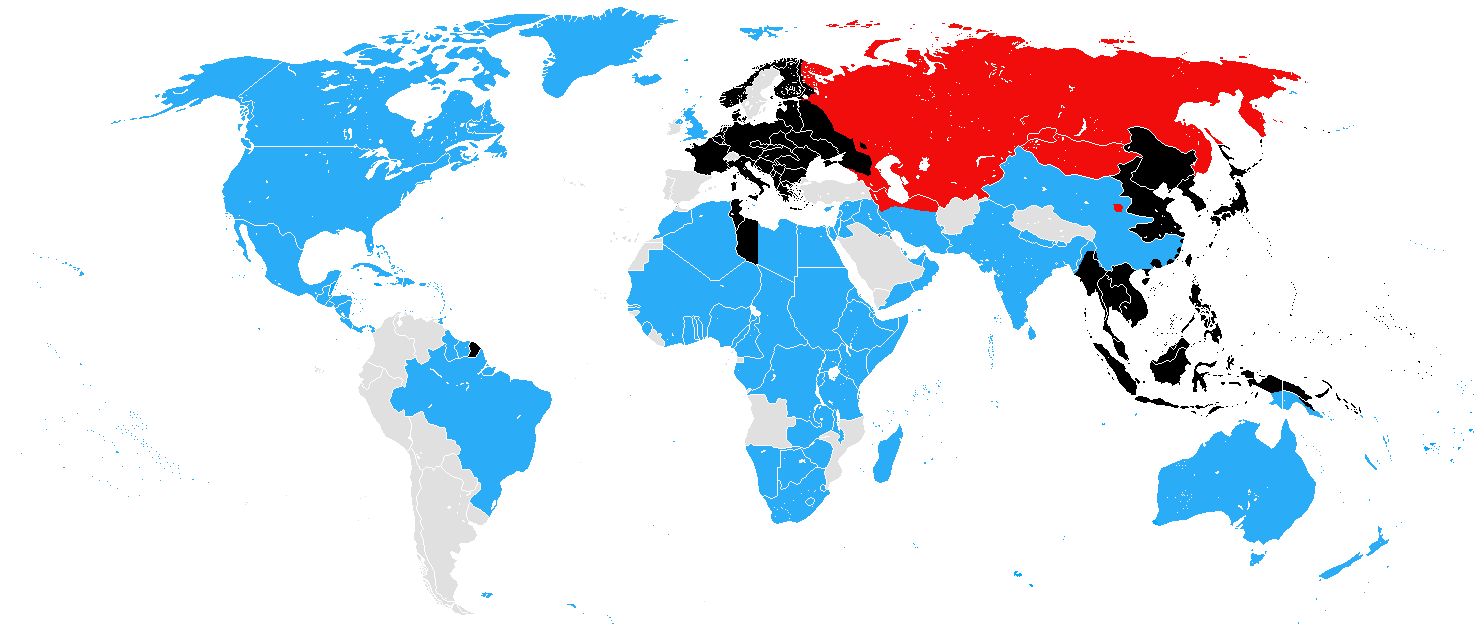
De geallieerden (blauw en rood) en de asmogendheden (zwart) in december 1942, deze kaart toont de terugtrekking van de Duitsers in Noord-Afrika.

- Het Rode Leger lanceert een offensief tussen de Don en Wolga.

2 december
- Onder leiding van Enrico Fermi vindt in Chicago de eerste kunstmatige kernfusie plaats.

3 december
- In Tunesië heroveren de Duitsers Djedeida en Tebourba.

4 december
- De Amerikaanse 5e Luchtmacht (US 5th Air Force) voert voor het eerst aanvallen uit op de Italiaanse havenstad Napels.

6 december
- De Philips-fabrieken in Eindhoven worden gebombardeerd. Het dodental ligt op 138.
- Duitse aanvallen dwingen de geallieerden in Tunesië zich terug te trekken tot Majaz al Bab.

7 december
- Geallieerde PT-boten verijdelen een Japanse poging de soldaten op Guadalcanal te bevoorraden.
- De Russen vallen aan ten westen van Stalingrad om te voorkomen dat de Duitsers het 6e Leger in de stad ontzetten. Ze boeken terreinwinst, maar ten koste van grote verliezen.

7-12 december
- Operatie Frankton: Britse commando's maken 6 schepen onklaar in de haven van Bordeaux.

8 december
- Duitse troepen bezetten de Tunesische stad havenstad Bizerte.

11 december
- De geallieerden hervatten hun opmars in Libië.
- Drie Italiaanse bemande torpedo's brengen vier schepen tot zinken in de haven van Algiers.

12 december
- De Vrije Fransen veroveren Bir Hakeim.
- De geallieerden nemen Mersa Brega (Libië) in.
- Erwin Rommel geeft zijn posities in El Agheila op en begint een terugtrekking naar Tripoli.
- Begin van Operatie Wintergewitter, een Duitse poging hun legers in Stalingrad te ontzetten door middel van een opmars vanuit zuidelijke richting.

13 december
- Mussert wordt aangewezen als leider van het Nederlandse volk.
- De Russen beginnen een grootschalige aanval op de Duitsers in Velikieje Loeki.

14 december
- Madagaskar komt onder toezicht van Vrij Frankrijk.

16 december
- De Russische Operatie Kleine Saturnus, om het 8e Italiaanse Leger en Armee-Abteilung Hollidt te vernietigen, gaat van start.
- Heinrich Himmler doet het Auschwitzbevel uitgaan: Alle Roma en Sinti in Duitsland en de bezette gebieden dienen naar Auschwitz-Birkenau worden getransporteerd om zich daar dood te werken.

17 december
- De Verenigde Naties (de geallieerden) geven een verklaring uit waarin de Holocaust wordt genoemd en veroordeeld.

19 december
- Begin van de Slag om Mount Austen, een Amerikaanse poging een belangrijke heuvel op Guadalcanal in te nemen.

20 december
- De Russische Operatie Mars wordt beëindigd zonder succes.
- De Japanners bombarderen Calcutta.

23 december
- Operatie Wintergewitter, De Duitse poging om Stalingrad te ontzetten, loopt vast. De volgende dag moeten ze zich zelfs beginnen terug te trekken.

24 december
- Het Rode Leger opent een offensief richting Kotelnikovo en breekt door de verdediging van het 4e Roemeense Leger.
- Admiraal François Darlan wordt in Algiers vermoord.

26 december
- Frans Somaliland geeft zich over aan de Britten en de Vrije Fransen.

27 december
- Langs de Don en de Tsjir gaan de Russen opnieuw in de aanval.

28 december
- De Duitse Heeresgruppe A wordt gedwongen de Kaukasus te ontruimen.
- Henri Giraud volgt François Darlan op als burgerlijk en militair commandant in Noord-Afrika.
- Op Nieuw-Guinea krijgen de Japanse troepen bij Buna het bevel zich terug te trekken naar Giruwa.

29 december
- De geallieerde opmars in Libië wordt tot staan gebracht.

31 december
- Bij een Duitse aanval op een geallieerd konvooi naar de Sovjet-Unie in de Barentszzee wordt een Duitse torpedobootjager tot zinken gebracht, en de Duitsers trekken zich onverrichter zake terug. De Duitse marine zal zich hierna nog meer dan voorheen enkel op duikboten toeleggen.

zonder datum
- In Henan heerst een hongersnood. In Bengalen dreigt hetzelfde.
- De geallieerden breken de Duitse U-bootcode Triton.